# کچکول (هیرمند)
کچکول یک روستا در ایران است که در استان سیستان و بلوچستان واقع شده‌است. کچکول ۸۵ نفر جمعیت دارد.